# J-Horror Theater
J-Horror Theater (Jホラーシアター, J Horā Shiatā) (2004–2010) é uma antologia de 6 filmes de terror japonês produzidos por Takashige Ichise. Estimulado pelo enorme sucesso de Ringu (1998), seis cineastas, Masayuki Ochiai, Norio Tsuruta, Takashi Shimizu, Kiyoshi Kurosawa, Hideo Nakata, Hiroshi Takahashi, foram chamados para criar um filme de terror para ser lançado em meio como parte da antologia de Ichise, J-Horror Theater.

## Filmes

### Kansen (2004)
Lançado no Brasil com o título de Infecção (感染, Kansen), o filme foi dirigido por Masayuki Ochiai (落合正幸, Ochiai Masayuki), e estreou no Japão no dia 2 de outubro de 2004. Foi exibido no cinema em sessão dupla com Yogen, e em DVD como parte da série J-Horror Theater.

### Yogen (2004)
Lançado no Brasil com o título de O Terror da Premonição (予言, Yogen), o filme foi dirigido por Norio Tsuruta (鶴田 法男, Tsuruta Norio), e estreou no Japão no dia 2 de outubro de 2004. Foi exibido no cinema em sessão dupla com Kansen, e em DVD como parte da série J-Horror Theater.

### Rinne (2006)
Lançado no Brasil com o título de Almas Reencarnadas e em Portugal com o nome Reencarnação (輪廻, Rin'ne), o filme foi dirigido por Takashi Shimizu ( 清水 崇, Shimizu Takashi), e estreou no Japão no dia 7 de janeiro de 2006. Foi originalmente exibido no Festival Internacional de Cinema de Tóquio em outubro de 2005. Recebeu um lançamento nos cinemas japoneses como parte da série J-Horror Theater.

### Sakebi (2007)
Lançado no Brasil com o título de Vítima de uma Alucinação e posteriormente como Crimes Obscuros (叫, Sakebi), o filme foi dirigido por Kiyoshi Kurosawa (黒沢 清, Kurosawa Kiyoshi), e estreou no Japão no dia 24 de fevereiro de 2007. Foi originalmente exibido no Festival Internacional de Cinema de Veneza em setembro de 2006. Não foi lançado inicialmente como parte da série J-Horror Theater.

### Kaidan (2007)
Lançado no Brasil com o título de A Maldição do Rio (怪談, Kaidan), o filme foi dirigido por Hideo Nakata (中田 秀夫, Nakata Hideo), e estreou no Japão no dia 4 de agosto de 2007. Não foi lançado inicialmente como parte da série J-Horror Theater.

### Kyōfu (2010)
Lançado no Brasil com o título de Herança Amaldiçoada (恐怖, Kyōfu), o filme foi dirigido por Hiroshi Takahashi (高橋 洋, Takahashi Hiroshi), e estreou no Japão no dia 10 de julho de 2010. Foi exibido como parte da série J-Horror Theater, sendo o último filme dela. Sua importância se dá por ser um longa-metragem dirigido e produzido pela dupla responsável por Ringu, que foi o estopim para a antologia J-Horror Theater. O trailer oficial de Kyōfu também indica que Sakebi e Kaidan eram partes da série, já que no início ele mostra trechos de todos os cinco filmes anteriores, com suas datas de lançamento entre 2004 e 2007, seguidos pela prévia de Kyōfu.